# Great Wigborough
Great Wigborough est un village et une ancienne paroisse civile de l'Essex, en Angleterre.